# Jon Favreau
Jon Favreau (eredeti neve: Jonathan Favreau) (Queens, New York, 1966. október 19. –) amerikai színész, rendező, forgatókönyvíró, író.

## Élete és pályafutása
Queensben született, édesapja, Charles Favreau katolikus olasz és francia-kanadai származású. Általános iskolai tanárnőként dolgozó édesanyja, Madeleine askenázi zsidó volt.
1984-ben a Queens College hallgatója lett, de 1987-ben kimaradt az egyetemről. 1988-ben Chicagóba költözött, ahol humoristaként különböző színházakban lépett fel.
Első filmszerepét a Mindent a győzelemért című 1993-as életrajzi sportfilmben kapta, Sean Astin mellett. Ebben a filmben ismerkedett meg Vince Vaughnnal, akivel azóta is barátok. Egy évvel később a Seinfeld egyik epizódjában játszott. Ezután Los Angelesbe költözött, ahol az 1996-ban készült Bárbarátok című filmmel vált ismertté. 1997-ben a Jóbarátok című sorozatban tűnt fel.
A továbbiakban olyan filmekben szerepelt, mint a Ronda ügy (1998), a Rocky Marciano (1999) valamint a Szerelem és szex (2000). 2003-ban a Daredevil – A fenegyerek című szuperhősfilmben is látható volt.
2001-ben ismét együtt dolgozott Vince Vaughnnal a Pofozó pénzmosók című filmben. Ezt követően még két alkalommal dolgoztak együtt; a Szakíts, ha bírsz című romantikus vígjátékban (2006), illetve a Páros mellékhatásban (2009).
Favreau rendezte a 2005-ös Zathura – Az űrfogócska című filmet.

## Magánélete
2000-ben vette feleségül Joya Tillemet. Egy fiuk és két lányuk született.

## Filmográfia

### Film

#### Rendező, író és producer
| Év   | Magyar cím                   | Eredeti cím                                 | Feladatkör | Feladatkör | Feladatkör |
| Év   | Magyar cím                   | Eredeti cím                                 | Rendező    | Producer   | Író        |
| ---- | ---------------------------- | ------------------------------------------- | ---------- | ---------- | ---------- |
| 1996 | Bárbarátok                   | Swingers                                    | Nem        | Nem        | Igen       |
| 2001 | Pofozó pénzmosók             | Made                                        | Igen       | Igen       | Igen       |
| 2002 | Virtuális vagyonszerzők      | The First $20 Million Is Always the Hardest | Nem        | Nem        | Igen       |
| 2003 | Mi a manó                    | Elf                                         | Igen       | Nem        | Nem        |
| 2003 |                              | The Big Empty                               | Nem        | Vezető     | Nem        |
| 2005 | Zathura – Az űrfogócska      | Zathura: A Space Adventure                  | Igen       | Nem        | Nem        |
| 2008 | A Vasember                   | Iron Man                                    | Igen       | Vezető     | Nem        |
| 2009 | Páros mellékhatás            | Couples Retreat                             | Nem        | Nem        | Igen       |
| 2010 | Vasember 2.                  | Iron Man 2                                  | Igen       | Vezető     | Nem        |
| 2011 | Cowboyok és űrlények         | Cowboys & Aliens                            | Igen       | Vezető     | Nem        |
| 2012 | Bosszúállók                  | The Avengers                                | Nem        | Vezető     | Nem        |
| 2013 | Vasember 3.                  | Iron Man 3                                  | Nem        | Vezető     | Nem        |
| 2014 | A séf                        | Chef                                        | Igen       | Igen       | Igen       |
| 2015 | Bosszúállók: Ultron kora     | Avengers: Age of Ultron                     | Nem        | Vezető     | Nem        |
| 2016 | A dzsungel könyve            | The Jungle Book                             | Igen       | Igen       | Nem        |
| 2018 | Bosszúállók: Végtelen háború | Avengers: Infinity War                      | Nem        | Vezető     | Nem        |
| 2019 | Bosszúállók: Végjáték        | Avengers: Endgame                           | Nem        | Vezető     | Nem        |
| 2019 | Az oroszlánkirály            | The Lion King                               | Igen       | Igen       | Nem        |
| 2020 | Földöntúli karácsony         | Alien Xmas                                  | Nem        | Vezető     | Nem        |

#### Színész
| Év   | Magyar cím                                    | Eredeti cím                        | Szerep                         | Magyar hang           |
| ---- | --------------------------------------------- | ---------------------------------- | ------------------------------ | --------------------- |
| 1992 | Dilis bagázs                                  | Folks!                             | Chicagói taxisofőr             |                       |
| 1992 | Hoffa                                         | Hoffa                              | statiszta                      |                       |
| 1993 | Mindent a győzelemért                         | Rudy                               | D-Bob                          |                       |
| 1994 | Vakvilág egyetem                              | PCU                                | Gutter                         | Dévai Balázs          |
| 1994 | Mrs. Parker és az ördögi kör                  | Mrs. Parker and the Vicious Circle | Elmer Rice                     |                       |
| 1994 | Hallgass velem                                | Speechless                         | Vitavezérlő-üzemeltető         |                       |
| 1995 | Mindörökké Batman                             | Batman Forever                     | asszisztens                    |                       |
| 1996 | Bárbarátok                                    | Swingers                           | Mike Peters                    | Kassai Károly         |
| 1996 | Ismeretlen tettesek                           | Persons Unknown                    | Terry                          | Haás Vander Péter     |
| 1998 | Deep Impact                                   | Deep Impact                        | Dr. Gus Partenza               | Breyer Zoltán         |
| 1998 | Ronda ügy                                     | Very Bad Things                    | Kyle Fisher                    | Selmeczi Roland       |
| 1999 |                                               | Rocky Marciano                     | Rocky Marciano                 |                       |
| 2000 | Szerelem és szex                              | Love & Sex                         | Adam Levy                      | Szatmári Attila       |
| 2000 | A cserecsapat                                 | The Replacements                   | Daniel "Danny" Bateman         | Bede-Fazekas Szabolcs |
| 2001 | Pofozó pénzmosók                              | Made                               | Bobby Ricigliano               | Stohl András          |
| 2003 | Daredevil – A fenegyerek                      | Daredevil                          | Franklin `Foggy` Nelson        | Besenczi Árpád        |
| 2003 |                                               | The Big Empty                      | John Person                    |                       |
| 2003 | Mi a manó?                                    | Elf                                | Dr. Ben / Mr. Narwhal (hangja) |                       |
| 2003 | Minden végzet nehéz                           | Something's Gotta Give             | Leo                            | Vári Attila           |
| 2004 | Wimbledon – Szerva itt, szerelem ott          | Wimbledon                          | Ron Roth                       | Csuja Imre            |
| 2006 | Szakíts, ha bírsz                             | The Break-Up                       | Johnny O                       | Barbinek Péter        |
| 2006 | Nagyon vadon                                  | Open Season                        | Reilly (hangja)                | Háda János            |
| 2008 | A Vasember                                    | Iron Man                           | Harold "Happy" Hogan           | Kajtár Róbert         |
| 2008 | Négy karácsony                                | Four Christmases                   | Denver McVie                   | Barabás Kiss Zoltán   |
| 2009 | Spancserek                                    | I Love You, Man                    | Barry                          | Kálid Artúr           |
| 2009 | G-Force – Rágcsávók                           | G-Force                            | Hurley a tengerimalac (hangja) | Csonka András         |
| 2009 | Páros mellékhatás                             | Couples Retreat                    | Joey                           | Kálid Artúr           |
| 2010 | Vasember 2.                                   | Iron Man 2                         | Happy Hogan                    | Kálid Artúr           |
| 2011 | A gondozoo                                    | Zookeeper                          | Jerome, a medve (hangja)       | Kálid Artúr           |
| 2011 | A gondozoo                                    | Zookeeper                          | Jerome, a medve (hangja)       | Faragó András         |
| 2012 | John Carter                                   | John Carter                        | Bukméker (hangja)              |                       |
| 2012 | Hétköznapi emberek                            | People Like Us                     | Richards                       | Forgács Gábor         |
| 2012 | Hétköznapi emberek                            | People Like Us                     | Richards                       | Schneider Zoltán      |
| 2013 | Személyiségtolvaj                             | Identity Thief                     | Harold Cornish                 | Scherer Péter         |
| 2013 | Vasember 3.                                   | Iron Man 3                         | Harold "Happy" Hogan           | Kálid Artúr           |
| 2013 | A Wall Street farkasa                         | The Wolf of Wall Street            | Manny Riskin                   | Péter Richárd         |
| 2014 | A séf                                         | Chef                               | Carl Casper                    | Gesztesi Károly       |
| 2015 | Törtetők                                      | Entourage                          | önmaga                         | Barabás Kiss Zoltán   |
| 2016 | A dzsungel könyve                             | The Jungle Book                    | Törpedisznó (hangja)           | Seder Gábor           |
| 2016 |                                               | Term Life                          | Jimmy Lincoln                  |                       |
| 2017 | Pókember: Hazatérés                           | Spider-Man: Homecoming             | Harold "Happy" Hogan           | Kálid Artúr           |
| 2018 | Bosszúállók: Végtelen háború (törölt jelenet) | Avengers: Infinity War             | Harold "Happy" Hogan           |                       |
| 2018 | Solo: Egy Star Wars-történet                  | Solo: A Star Wars Story            | Rio Durant (hangja)            | Seszták Szabolcs      |
| 2019 | Bosszúállók: Végjáték                         | Avengers: Endgame                  | Harold „Happy” Hogan           | Kálid Artúr           |
| 2019 | Pókember: Idegenben                           | Spider-Man: Far from Home          | Harold „Happy” Hogan           | Kálid Artúr           |
| 2021 | Pókember: Nincs hazaút                        | Spider-Man: No Way Home            | Harold „Happy” Hogan           | Kálid Artúr           |
| 2024 | Deadpool & Rozsomák                           | Deadpool & Wolverine               | Harold „Happy” Hogan           | Kálid Artúr           |

### Televízió

#### Rendező, író és vezető producer
| Év        | Magyar cím                  | Eredeti cím              | Feladatkör | Feladatkör      | Feladatkör | Megjegyzések        |
| Év        | Magyar cím                  | Eredeti cím              | Rendező    | Vezető producer | Író        | Megjegyzések        |
| --------- | --------------------------- | ------------------------ | ---------- | --------------- | ---------- | ------------------- |
| 2001–2005 |                             | Dinner for Five          | Nem        | Igen            | Nem        | házigazda           |
| 2002      |                             | Undeclared               | Igen       | Nem             | Nem        | 1 epizód            |
| 2012      | Revolution                  | Revolution               | Igen       | Igen            | Nem        | 1 epizód            |
| 2013      | Office                      | The Office               | Igen       | Nem             | Nem        | 1 epizód            |
| 2014      | Egy fiúról                  | About a Boy              | Igen       | Igen            | Nem        | 1 epizód            |
| 2016      | Shannara – A jövő krónikája | The Shannara Chronicles  | Nem        | Igen            | Nem        | 1 epizód            |
| 2017      | Orville                     | The Orville              | Igen       | Igen            | Nem        | 2 epizód            |
| 2017      | Az ifjú Sheldon             | Young Sheldon            | Igen       | Igen            | Nem        | 1 epizód            |
| 2019–2020 | Séf show                    | The Chef Show            | Igen       | Igen            | Nem        | társ-házigazda      |
| 2019–2023 | A Mandalóri                 | The Mandalorian          | 1 epizód   | 20 epizód       | Igen       | sorozat megalkotója |
| 2021–2022 | Boba Fett könyve            | The Book of Boba Fett    | Nem        | 7 epizód        | Igen       | sorozat megalkotója |
| 2022–2023 | Prehisztorikus bolygó       | Prehistoric Planet       | Nem        | 10 epizód       | Nem        | dokumentumsorozat   |
| 2023–     | Ahsoka                      | Ahsoka                   | Nem        | Igen            | Nem        |                     |
| 2024–     | Kóbor alakulat              | Star Wars: Skeleton Crew | Nem        | Igen            | Nem        |                     |

#### Színész
| Év        | Magyar cím                                   | Eredeti cím                     | Szerep                              | Megjegyzések                                                                 |
| --------- | -------------------------------------------- | ------------------------------- | ----------------------------------- | ---------------------------------------------------------------------------- |
| 1994      | Seinfeld                                     | Seinfeld                        | Erik, a bohóc                       | 1 epizód                                                                     |
| 1995      |                                              | The Larry Sanders Show          | Jon                                 | 1 epizód                                                                     |
| 1996–1997 |                                              | Tracey Takes On...              | Douglas Lund                        | 2 epizód                                                                     |
| 1997      | Jóbarátok                                    | Friends                         | Pete Becker                         | - 6 epizód - magyar hangja: - Csuja Imre                                     |
| 1999      | Herkules                                     | Hercules                        | Féltékenység (hangja)               | 1 epizód                                                                     |
| 1999      | Rocket Power                                 | Rocket Power                    | Dick Shakley (hangja)               | 1 epizód                                                                     |
| 2000      | Dilbert                                      | Dilbert                         | Holden Callfielder (hangja)         | 1 epizód                                                                     |
| 2000      |                                              | Buzz Lightyear of Star Command  | Crumford Lorak / elítélt (hangja)   | 5 epizód                                                                     |
| 2000      | Maffiózók                                    | The Sopranos                    | önmaga                              | 1 epizód                                                                     |
| 2001–2005 |                                              | Dinner for Five                 | önmaga (házigazda)                  | 50 epizód                                                                    |
| 2002      | Family Guy                                   | Family Guy                      | Donny Sciberra (hangja)             | 1 epizód (Út Európába)                                                       |
| 2002      | Fecsegő tipegők                              | Rugrats                         | Mack Granite (hangja)               | 1 epizód                                                                     |
| 2004      | Férjek gyöngye                               | The King of Queens              | Sean McGee                          | 1 epizód                                                                     |
| 2006      | A nevem Earl                                 | My Name Is Earl                 | Mr. Patrick                         | 1 epizód                                                                     |
| 2006      | Monk – A flúgos nyomozó                      | Monk                            | Dr. Oliver Bloom                    | 1 epizód                                                                     |
| 2009      | Robotcsirke                                  | Robot Chicken                   | Zeusz / NASCAR kommentátor (hangja) | 1 epizód                                                                     |
| 2010–2013 | Star Wars: A klónok háborúja                 | Star Wars: The Clone Wars       | Pre Vizsla (hangja)                 | 6 epizód                                                                     |
| 2019–     | Séf show                                     | The Chef Show                   | önmaga (társ-házigazda)             | - 20 epizód - magyar hangja: - Kálid Artúr                                   |
| 2019–2023 | A Mandalóri                                  | The Mandalorian                 | Paz Vizsla (hangja)                 | - 6 epizód - magyar hangja: - Varga Rókus (1. évad) - Bognár Tamás (3. évad) |
| 2020      | Disney Galéria – Star Wars: Boba Fett könyve | Disney Gallery: The Mandalorian | önmaga (házigazda)                  | főszereplő                                                                   |
| 2021–2023 | Mi lenne, ha…?                               | What If…?                       | Happy Hogan (hangja)                | - 4 epizód - magyar hangja: - Kálid Artúr                                    |
| 2022      | Boba Fett könyve                             | The Book of Boba Fett           | Paz Vizsla (hangja)                 | - 1 epizód - magyar hangja: - Bognár Tamás                                   |